# 飛田秀一
飛田 秀一（とびた ひでかず、1942年3月18日 - ）は、日本の実業家・新聞記者。北國新聞社名誉会長、北陸放送代表取締役会長、石川県金沢市出身。

## 略歴
- 1942年 - 石川県金沢市に生まれる
- 1957年 - 金沢市立野田中学校卒業
- 1960年 - 石川県立金沢泉丘高等学校卒業
- 1964年
  - 3月 - 早稲田大学第一政治経済学部新聞学科卒業
  - 4月 - 北國新聞社入社
- 1969年 - 東京支社報道部に転属
- 1980年 - 編集局政治部長に着任
- 1985年 - 編集局長に着任（取締役）
- 1986年 - 専務取締役編集局長に着任
- 1989年 - 代表取締役専務・主筆に着任
- 1991年 - 北國新聞社代表取締役社長・主筆に就任
- 2001年 - 学校法人金沢学院（現・学校法人金沢学院大学）理事長に就任
- 2007年 - 北陸放送非常勤取締役に就任
- 2012年 - 北國新聞社代表取締役会長・主筆に就任
- 2016年3月31日 - 学校法人金沢学院大学理事長を辞任[3]
- 2024年 - 北國新聞社名誉会長に就任。旭日重光章受章[4][5]。北陸放送代表取締役会長に就任。

## 人物
「飛田王国」と呼ばれるほど石川県政や地元経済への影響力はすさまじいとされる。
飛田が実権を握って以降、新聞の論調が極めて右派・愛郷主義的なものとなり、懇意の森喜朗とその一派寄りの記事・特集企画が増えた。森奥戦争で「森」側についたことで幹部が「奥」側の関係会社(北陸放送など)との関係が一時悪化したが、敵側の失脚、自滅によりその権力を盤石なものとした。
飛田はその権勢ぶりから北國以外の地元メディア関係者からさえ金正日を捩った「トビ・ジョンイル」のあだ名でひそかに呼ばれており、ひいては北國新聞そのものが北朝鮮になぞらえて「北」と社内の隠語で呼ばれると伝わる。
2023年末、2024年1月4日付の臨時株主総会をもって代表取締役会長・主筆を退任、取締役ではない名誉会長に就任することが発表された。

## その他の役職
- 金沢ケーブル 代表取締役会長[9]
- 学校法人金沢学院大学 学園長[10]
- 一般社団法人金沢経済同友会 相談役[11]
- 一般財団法人石川県芸術文化協会 会長[2][11]
- 公益財団法人石川県観光連盟 会長[2][11]
- 一般社団法人石川ユナイテッド 会長[11]
  - 石川ミリオンスターズ・ツエーゲン金沢などの石川県内に本拠地を持つプロスポーツチームの統括団体。
- 石川ツエーゲン 代表取締役会長[12]
- 在金沢アルバニア名誉総領事館名誉総領事

## 映画製作
- 能登の花ヨメ（2008年）
- パッテンライ!! 〜南の島の水ものがたり〜（2008年）
- 武士の家計簿（2010年）
- 武士の献立（2013年）

## 参考資料
- 2007年7月28日付 北國新聞朝刊の別刷「JAPAN TENT」（世界留学生交流・石川）特集において、飛田本人の略歴が掲載
- 2009年10月30日付 北國新聞朝刊、野田中学校創立60周年記念式典の広告内において、「昭和32年度卒業」と掲載